# Amblyomma scutatum
Amblyomma scutatum är en fästingart som beskrevs av Neumann 1899. Amblyomma scutatum ingår i släktet Amblyomma och familjen hårda fästingar. Inga underarter finns listade i Catalogue of Life.